# 璃瑜二
顯微鏡座ε，又名CD-3216498，HD 202627、SAO 212874、HR 8135，是顯微鏡座的一颗恒星，视星等为4.71，位于銀經13.2，銀緯-43.8，其B1900.0坐标为赤經21h 11m 52.5s，赤緯-32° -43.8′ 25″。